# Dolmen de Ribes Roges
El Dolmen de Ribes Roges és un monument megalític, dolmen, del terme comunal de Teulís, a la comarca del Rosselló, de la Catalunya del Nord.
Està situat a la zona central-occidental del terme de Teulís, al cim de la muntanya de Ribes Roges, al sud-oest de Croanques i al nord-oest del Mas Usclades.
És una caixa megalítica petita, de tot just un metre de costat. Fou donat a conèixer el 1998 per Françoise Claustre i Richard Donat, tot i que era conegut pels habitants del lloc, en una ressenya de l'excavació que hi feren.